# Hites Kristóf
Hites Kristóf Endre (Csicsó, 1913. augusztus 26. – Pannonhalma, 1999. május 26.) bencés szerzetes, gimnáziumi igazgató.

## Élete
1934. augusztus 6-án lépett a bencés rendbe, 1938. augusztus 15-én ünnepi fogadalmat tett, majd szeptember 11-én pappá szentelték. 1938-1939-ben a Pázmány Péter Tudományegyetem hallgatója, majd latin-magyar szakos tanári oklevelet szerzett. 1939-1940-ben a prágai Károly Egyetemen teológiai licenciátust szerzett.
Valószínűleg 1951-ben a clevelandi John Carrol Egyetemen pedagógiai mester fokozatot szerzett.
1939-1940-ben a Boldogasszony Kápolna őre is, 1940-ben Ölbőn miséző, 1942-ben Sopronban, 1943-tól pedig Komáromban gimnáziumi tanár, 1945-ben szemináriumi tanár. 1948-ban kivándorolt az Amerikai Egyesült Államokba. 1949-ben a saskatchewani (Kanada) magyar misszió tagja, 1951-től a clevelandi St. Andrew's School, a newarki St. Benedict High School, majd a Royal Oakheni Chatolic High School tanára. 1957-1976 között a kaliforniai Portola Valley-i Woodside Priory School társalapítója és tanára, 1960-1971 között igazgatója. 1971-1972 között tudományos alkotó szabadságon, 1976-tól a Szent Anzelm apátság woodside-i perjelségéhez tartozott.
A Csehszlovákiai Magyarok Nemzeti Bizottmányának, a budapesti Rákóczi Szövetségnek és a Pázmány Péter Katolikus Egyetemnek egyik szervezője és támogatója. A Külföldi Magyar Cserkészszövetség angol nyelvű, magyar történelmi könyvek kiadásának egyik elindítója és támogatója volt. A Szent László Lovagrend tagja.

## Elismerései
- 1998 Magyar Örökség-díj

## Művei
1951-1966 között a Springfield-Bronx-Cleveland-i Kettős Járom Alatt és a Rákóczi Hírvivő egyik alapító társszerkesztője, a The Hungarian Quarterly társszerkesztője.